# Cecilia Düringer
Karin Cecilia Düringer, född den 9 juni 1979 i Linköping, är en svensk lärare, läroboksförfattare och programledare.

## Biografi
Efter att ha gått gymnasiet på Folkungaskolan i Linköping utbildade sig Düringer till gymnasielärare i historia vid Stockholms universitet. Hon har varit programledare för P3 Historia sedan premiäråret 2017, samt medverkat i TV4:s Nyhetsmorgon. År 2021 gav hon ut läroboken Punkt Litteraturhistoria som konkretiserar utvecklingen mellan kurserna Svenska 1, 2 och 3 och för in litteraturhistorien i alla tre kurserna.
År 2017 vann Düringer Stora Radiopriset i kategorin ”Årets rookie” och 2022 tilldelades hon Guldörat för årets programledare i kategorin "podd".
Säsongen 2021/2022 vann hon underhållningsprogrammet På Spåret tillsammans med Jonatan Unge. Paret avancerade till final i upplagan 2022/23, där de emellertid förlorade och slutade på andra plats.